# Wolfiporia
Wolfiporia is een geslacht van schimmels behorend tot de familie Fomitopsidaceae. De typesoort is Wolfiporia cocos.

## Soorten
Volgens Index Fungorum telt het geslacht acht soorten (peildatum januari 2023):
| Soortnaam                | Auteur(s)                    | Publicatiejaar |
| ------------------------ | ---------------------------- | -------------- |
| Wolfiporia cartilaginea  | Ryvarden                     | 1986           |
| Wolfiporia castanopsidis | Y.C. Dai                     | 2011           |
| Wolfiporia cocos         | (F.A. Wolf) Ryvarden & Gilb. | 1984           |
| Wolfiporia curvispora    | Y.C. Dai                     | 1998           |
| Wolfiporia dilatohypha   | Ryvarden & Gilb.             | 1984           |
| Wolfiporia extensa       | (Peck) Ginns                 | 1984           |
| Wolfiporia hoelen        | (Fr.) Y.C. Dai & V. Papp     | 2021           |
| Wolfiporia sulphurea     | (Burt) Ginns                 | 1984           |